# Grand Junction (Colorado)
Pour les articles homonymes, voir Grand Junction et Junction (homonymie).
Grand Junction est une municipalité américaine du Colorado, siège du comté de Mesa. Lors du recensement en 2010, elle avait une population totale de 58 566 habitants. C'est la ville la plus peuplée du versant ouest du Colorado. Elle est considérée comme une capitale régionale.

## Géographie
La municipalité s'étend sur 38,59 milles carrés (99,95 km2), dont 38,22 milles carrés (98,99 km2) de terres.

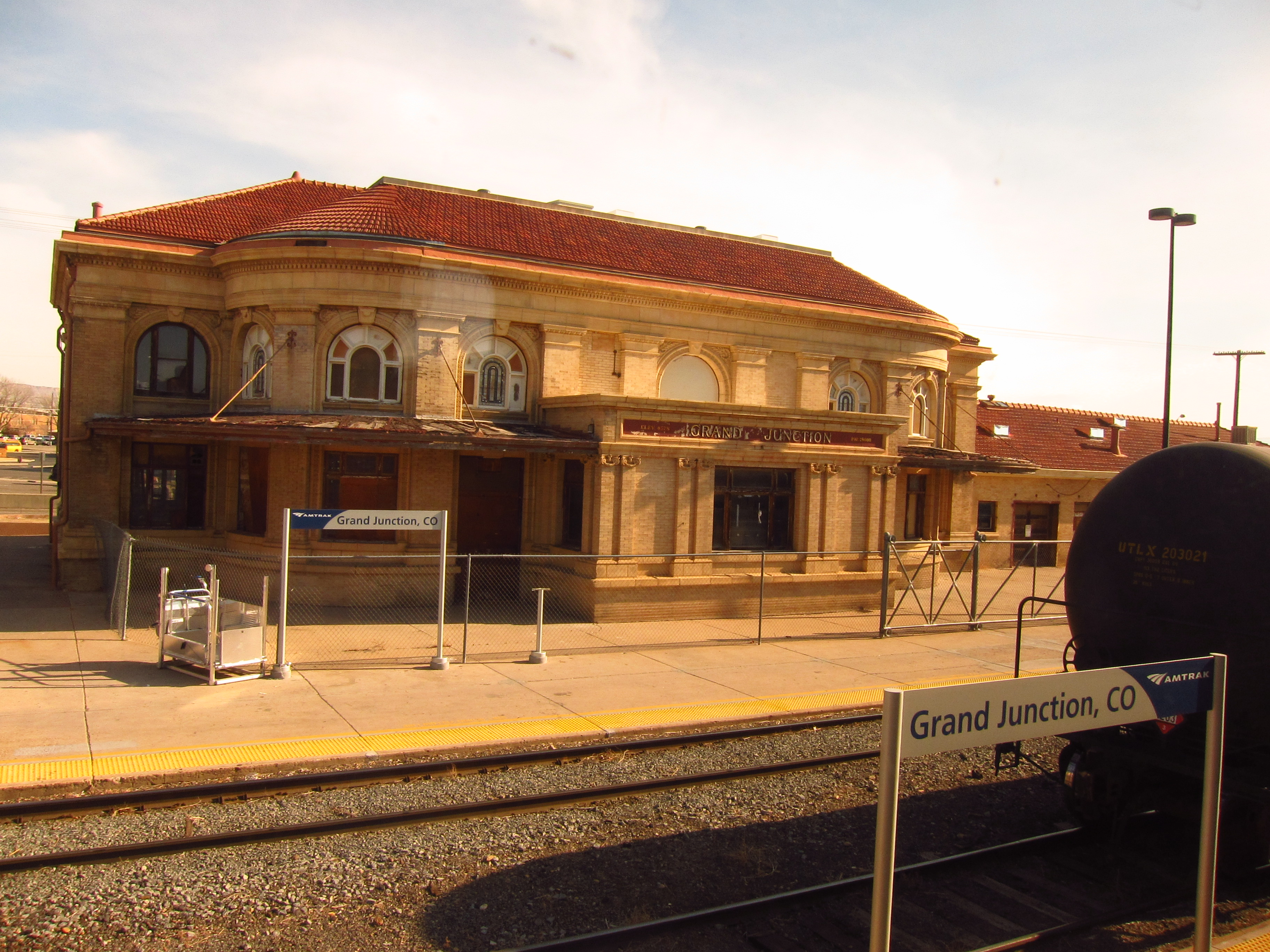
Gare Amtrak de Grand Junction.

La ville est située sur la rive nord du Colorado, en face du confluent de la Gunnison.
La ville se trouve à 48 kilomètres du centre de Grand Valley, une région productrice de fruits dont la tribu amérindienne Ute est originaire. Ces dernières années[Quand ?], plusieurs établissements viticoles s'y sont établis.
Le Colorado National Monument, une série de gorges semblables au Grand Canyon, est visible depuis la ville.
La ville de Grand Junction est desservie par la compagnie ferroviaire Amtrak. Le California Zephyr dessert la ville dans les deux directions, vers San Francisco et Chicago.

## Histoire

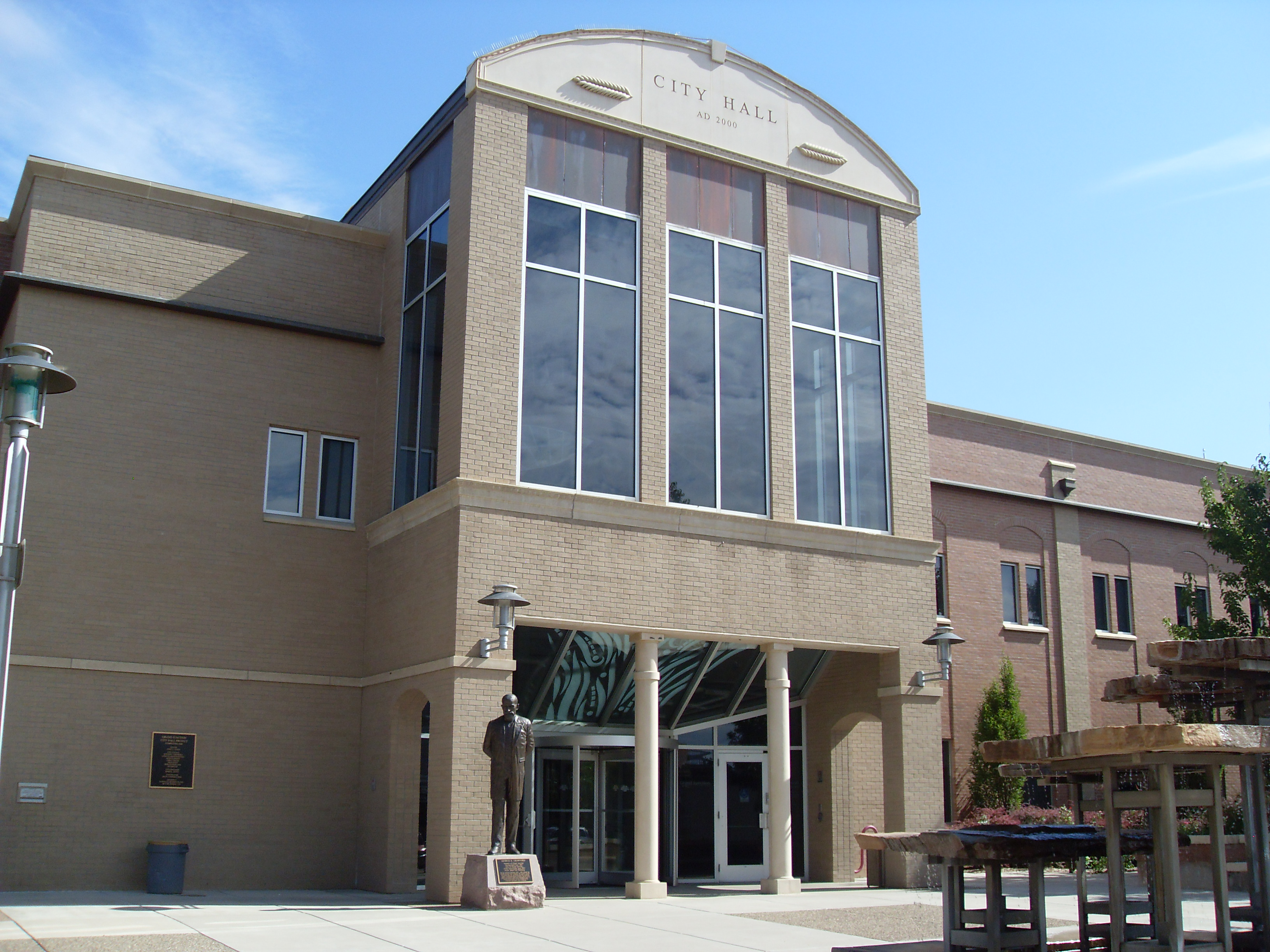
L'hôtel de ville et la statue de George A. Crawford, fondateur de Grand Junction.

Le nom de la ville vient de sa position à la confluence (à la « jonction ») du Colorado et de la Gunnison. Le mot « Grand » renvoie au nom historique du fleuve Colorado employé par des gens du pays vers la fin de XIXe siècle et au début XXe.

## Population et société

### Démographie
La population de Grand Junction est estimée à 61 881 habitants au 1er juillet 2016.
| Groupe                                  | Grand Junction | Colorado | États-Unis |
| --------------------------------------- | -------------- | -------- | ---------- |
| Blancs                                  | 92,3           | 87,5     | 76,9       |
| Métis                                   | 2,7            | 3,0      | 2,6        |
| Afro-Américains                         | 1,0            | 4,5      | 13,3       |
| Asiatiques                              | 0,8            | 3,3      | 5,7        |
| Amérindiens                             | 0,7            | 1,6      | 1,3        |
| Hawaïens et autres peuples du Pacifique | 0,3            | 0,2      | 0,2        |
|                                         |                |          |            |
| Hispaniques et Latino-Américains        | 16,8           | 21,3     | 17,8       |

Le revenu par habitant était en moyenne de 25 744 dollars par an entre 2012 et 2016, inférieur à la moyenne du Colorado (33 230 dollars) et à la moyenne nationale (29 829 dollars). Sur cette même période, 18,9 % des habitants de Grand Junction vivaient sous le seuil de pauvreté (contre 11,0 % dans l'État et 12,7 % à l'échelle des États-Unis).
| 1890  | 1900  | 1910  | 1920  | 1930   | 1940   |
| ----- | ----- | ----- | ----- | ------ | ------ |
| 2 030 | 3 503 | 7 754 | 8 665 | 10 247 | 12 479 |

| 1950   | 1960   | 1970   | 1980   | 1990   | 2000   |
| ------ | ------ | ------ | ------ | ------ | ------ |
| 14 504 | 18 694 | 20 170 | 27 956 | 29 034 | 41 986 |

| 2010   | - | - | - | - | - |
| ------ | - | - | - | - | - |
| 58 566 | - | - | - | - | - |

### Médias
Les stations locales de télévision sont une source médiatique importante à la région, comme celles de Denver à l'est.